# Comme des Garçons
Comme des Garçons (IT: Come dei ragazzi) è una casa di moda giapponese fondata dalla stilista Rei Kawakubo. Comme des Garçons ha la propria sede ad Aoyama, Tokyo e conta approssimativamente 200 punti vendita in tutto il mondo.

## Storia
Fondata a Tokyo da Rei Kawakubo nel 1969, e stabilitasi come azienda nel 1973, Comme des Garçons diventa un marchio moda femminile di successo nel corso degli anni settanta, affiancando alla propria produzione anche abbigliamento maschile nel 1978. Nel 1981 le collezioni Comme des Garçons debuttano a Parigi, attirando grande attenzione dei media, e distinguendosi per l'essere monocromatico ed asimmetrico.
Fra i collaboratori storici di Rei Kawakubo, alcuni come Junya Watanabe e, più recentemente, Tao Kurihara dopo l'esperienza con Comme des Garçons, hanno creato dei propri marchi di moda. Inoltre, nel corso degli anni Comme des Garçons ha collaborato con diverse importanti aziende di abbigliamento, per la realizzazione di collezioni esclusive. Si ricordano Levi's, Lacoste, Fred Perry, The North Face, Nike, Inc., Moncler e più recentemente Supreme NYC e H&M.
Comme des Garçons produce anche una linea di profumi unisex, che nello spirito della azienda si presentano in maniera del tutto non convenzionale. Il primo profumo, Comme Des Garçons è stato immesso su mercato nel 1994. Nel 1998 è stato lanciato Odeur 53, definito dalla stessa azienda come "anti profumo".
Boutique Comme des Garçons si trovano a Londra, Parigi, New York, Berlino, Pechino, Hong Kong, Tokyo, Kyoto, Osaka e Fukuoka. A Parigi è presente anche una profumeria Comme des Garçons.

## Marchi Comme des Garçons
Linee realizzate da Rei Kawakubo
- Comme des Garçons
- Comme des Garçons Noir

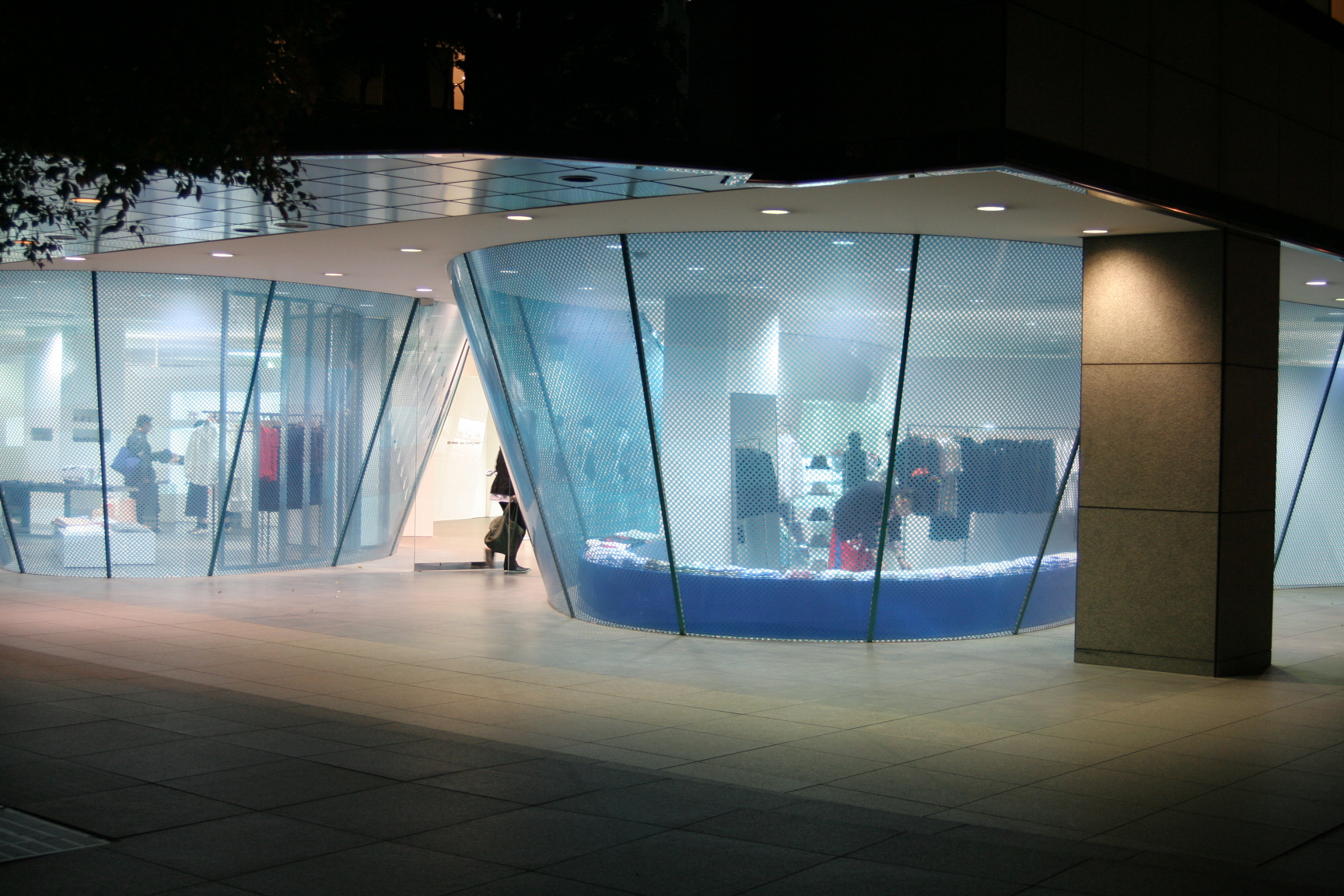
Il negozio di Aoyama.

- Comme des Garçons Comme Des Garçons
- Comme des Garçons Homme Plus
- Comme des Garçons Homme Plus Sport
- Comme des Garçons Homme Plus Evergreen
- Comme des Garçons Homme Deux
- Comme des Garçons SHIRT
- Play Comme des Garçons

Linee realizzate da Junya Watanabe
- Comme des Garçons Homme
- Comme des Garçons Robe de Chambre
- Junya Watanabe Comme des Garçons
- Junya Watanabe Comme des Garçons Man
- Junya Watanabe Comme des Garçons Man Pink

Linee realizzate da Tao Kurihara
- Tao Comme des Garçons
- Tricot Comme des Garçons

Linee di accessori, profumi e costumi da bagno
- Comme des Garçons Edited
- Comme des Garçons Pearl
- Comme des Garçons Parfum
- Comme des Garçons Parfum Parfum
- Comme des Garçons Wallet
- Speedo Comme des Garçons

Altre linee
- Ganryu Comme des Garçons (linea disegnata da Fumito Ganryu)
- Comme des Garçons Peggy Moffitt
- Comme des Garçons Six